# Regeringen Rotwitt
Regeringen Rotwitt var Danmarks regering mellan 2 december 1859 och 24 februari 1860. 
Konseljpresident
- Carl Eduard Rotwitt, till 8 februari 1860, därefter Carl Frederik Blixen-Finecke

Utrikesminister
- Carl Frederik Blixen-Finecke

Finansminister
- Regnar Westenholz

Inrikesminister
- Johan Christian von Jessen

Justitieminister
- Carl Eduard Rotwitt, till 8 februari 1860, därefter Johan Christian von Jessen

Kyrko- och undervisningsminister 
- Vilhelm August Borgen

Krigsminister
- Hans Nicolai Thestrup

Marinminister
- Hans Nicolai Thestrup

Minister över Slesvig
- Carl Frederik Blixen-Finecke

Minister över Holstein och Lauenborg
- Carl Eduard Rotwitt, till 8 februari 1860, därefter Regnar Westenholz